# Monster (film 2023)
Monster (jap. 怪物 / Kaibutsu) – japoński dramat filmowy z 2023 roku w reżyserii Hirokazu Koreedy, zrealizowany na podstawie scenariusza Yujiego Sakamoto.
Obraz miał swoją premierę w konkursie głównym w ramach 76. MFF w Cannes, gdzie zdobył Queerową Palmę oraz nagrodę za najlepszy scenariusz. Film zadedykowano Ryūichiemu Sakamoto, który skomponował muzykę do filmu i zmarł dwa miesiące przed jego premierą.

## Fabuła
Minato zaczyna zachowywać się dziwnie, co niepokoi jego matkę. Ta odkrywa, że stoi za tym nauczyciel, więc wybiera się do szkoły, aby wyjaśnić sprawę. Następnie historia przedstawiana jest z perspektywy matki, nauczyciela i syna.

## Obsada
- Sakura Andō jako Saori Mugino, samotna matka[2]
- Eita Nagayama jako Michitoshi Hori, wychowawczyni[2]
- Sōya Kurokawa jako Minato Mugino, syn Saori[2]
- Hinata Hiiragi jako Yori Hoshikawa, kolega z klasy Minato[2]
- Mitsuki Takahata jako Hirona Suzumura, kochanka Horiego[2]
- Akihiro Kakuta jako Humiaki Shoda, wicedyrektor szkoły podstawowej, do której uczęszczają Minato i Yori[2]
- Nakamura Shidō jako Kiyotaka Hoshikawa, ojciec Yori i samotny ojciec[2]
- Yūko Tanaka jako Makiko Fushimi, dyrektorka szkoły podstawowej[2]

## Produkcja

### Zdjęcia
Zdjęcia kręcono w ok. 25 lokalizacjach w prefekturze Nagano (Suwa, Okaya, Fujimi i Shimosuwa) od 19 marca do 12 maja i od 23 lipca do 13 sierpnia 2022 roku. W zdjęciach wzięło udział około 700 uczniów lokalnych szkół podstawowych jako statyści.

### Muzyka
W styczniu 2023 ogłoszono, że muzykę do filmu skomponuje Ryūichi Sakamoto, który chorował na raka jelita grubego, przez co obawiał się, że nie uda się mu się stworzyć muzyki dla całego filmu. Postanowił więc wykorzystać swoje wcześniejsze utwory, m.in. z albumu studyjnego 12. Bezpośrednio na potrzeby filmu nagrał dwa utwory.
Sakamoto zmarł 28 marca 2023, nie doczekując premiery filmu, który zadedykowano jego pamięci.

## Dystrybucja
W styczniu 2023 pojawił się pierwszy zwiastun filmu.
Monster został wybrany do rywalizacji o Złotą Palmę na Festiwalu Filmowym w Cannes, gdzie miał swoją światową premierę 17 maja 2023 roku.
W Japonii miał premierę 2 czerwca 2023. Premiera w Stanach Zjednoczonych odbyła się 22 listopada 2023, jednak do szerokiej dystrybucji film trafił dopiero 15 grudnia 2023.

## Odbiór
Na stronie Rotten Tomatoes otrzymał 167, z czego 96% było pozytywnych, a średnia ocena filmu wyniosła 8,1/10. Metacritic przyznał filmowi wynik 79 na 100 na podstawie ocen 40 krytyków.

### Nagrody
| Nagroda                                         | Data ceremonii       | Kategoria                                | Odbiorca                                                                                                 | Wynik      | Nr ref. |
| ----------------------------------------------- | -------------------- | ---------------------------------------- | --- | ---------- | ------- |
| Asia Pacific Screen Awards                      | 3 listopada 2023     | Najlepszy film młodzieżowy               | Monster                                                                                                  | Nominowany | [ 17 ]  |
| Asian Film Awards                               | 10 marca 2024        | Najlepszy reżyser                        | Hirokazu Koreeda                                                                                         | Wygrał     | [ 18 ]  |
| Asian Film Awards                               | 10 marca 2024        | Najlepszy scenariusz                     | Yuji Sakamoto                                                                                            | Nominowany | [ 18 ]  |
| Asian Film Awards                               | 10 marca 2024        | Najlepsza scenografia                    | Keiko Mitsumatsu                                                                                         | Nominowany | [ 18 ]  |
| Nagroda Błękitnej Wstęgi                        | 8 lutego 2024        | Najlepszy film                           | Monster                                                                                                  | Nominowany | [ 19 ]  |
| Nagroda Błękitnej Wstęgi                        | 8 lutego 2024        | Najlepszy reżyser                        | Hirokazu Koreeda                                                                                         | Nominowany | [ 19 ]  |
| Nagroda Błękitnej Wstęgi                        | 8 lutego 2024        | Najlepsza aktorka drugoplanowa           | Yuko Tanaka                                                                                              | Nominowany | [ 19 ]  |
| Nagroda Błękitnej Wstęgi                        | 8 lutego 2024        | Najlepszy nowicjusz                      | Sōya Kurokawa                                                                                            | Wygrał     | [ 19 ]  |
| Nagroda Błękitnej Wstęgi                        | 8 lutego 2024        | Najlepszy nowicjusz                      | Hinata Hiiragi                                                                                           | Nominowany | [ 19 ]  |
| British Independent Film Awards                 | 3 grudnia 2023       | Najlepszy Międzynarodowy Film Niezależny | Hirokazu Koreeda, Yuji Sakamoto, Genki Kawamura, Kenji Yamada, Megumi Banse, Taichi Ito i Hijiri Taguchi | Nominowany | [ 20 ]  |
| Festiwal Filmowy w Cannes                       | 27 maja 2023         | Złota Palma                              | Hirokazu Koreeda                                                                                         | Nominowany | [ 11 ]  |
| Festiwal Filmowy w Cannes                       | 27 maja 2023         | Queerowa Palma                           | Hirokazu Koreeda                                                                                         | Wygrał     | [ 21 ]  |
| Festiwal Filmowy w Cannes                       | 27 maja 2023         | Najlepszy scenariusz                     | Yuji Sakamoto                                                                                            | Wygrał     | [ 22 ]  |
| Chicago International Film Festival             | 22 października 2023 | Złoty Q-Hugo                             | Monster                                                                                                  | Wygrał     | [ 23 ]  |
| Stowarzyszenie Dziennikarzy Filmowych Indiany   | 17 grudnia 2023      | Najlepszy film nieanglojęzyczny          | Monster                                                                                                  | Nominowany | [ 24 ]  |
| Nagroda Japońskiej Akademii Filmowej            | 8 marca 2024         | Najlepszy film                           | Monster                                                                                                  | Nominowany | [ 25 ]  |
| Nagroda Japońskiej Akademii Filmowej            | 8 marca 2024         | Najlepszy reżyser                        | Hirokazu Kore-eda                                                                                        | Nominowany | [ 25 ]  |
| Nagroda Japońskiej Akademii Filmowej            | 8 marca 2024         | Najlepszy montaż filmowy                 | Hirokazu Kore-eda                                                                                        | Nominowany | [ 25 ]  |
| Nagroda Japońskiej Akademii Filmowej            | 8 marca 2024         | Najlepsza aktorka                        | Sakura Ando                                                                                              | Wygrał     | [ 25 ]  |
| Nagroda Japońskiej Akademii Filmowej            | 8 marca 2024         | Najlepsza muzyka                         | Ryuichi Sakamoto                                                                                         | Nominowany | [ 25 ]  |
| Nagroda Japońskiej Akademii Filmowej            | 8 marca 2024         | Najlepsze zdjęcia                        | Ryūto Kondō                                                                                              | Nominowany | [ 25 ]  |
| Nagroda Japońskiej Akademii Filmowej            | 8 marca 2024         | Najlepsze oświetlenie                    | Eiji Oshita                                                                                              | Nominowany | [ 25 ]  |
| Nagroda Japońskiej Akademii Filmowej            | 8 marca 2024         | Najlepsza dyrekcja artystyczna           | Keiko Mitsumatsu i Hyeon Seon-seo                                                                        | Nominowany | [ 25 ]  |
| Nagroda Japońskiej Akademii Filmowej            | 8 marca 2024         | Najlepsze nagranie dźwiękowe             | Kazuhiko Tomita                                                                                          | Nominowany | [ 25 ]  |
| Nagroda Japońskiej Akademii Filmowej            | 8 marca 2024         | Debiut Roku                              | Soya Kurokawa                                                                                            | Wygrał     | [ 25 ]  |
| Nagroda Japońskiej Akademii Filmowej            | 8 marca 2024         | Debiut Roku                              | Hinata Hiiragi                                                                                           | Wygrał     | [ 25 ]  |
| Nagrody filmowe Mainichi                        | 14 lutego 2024       | Najlepszy film                           | Monster                                                                                                  | Nominowany | [ 26 ]  |
| Nagrody filmowe Mainichi                        | 14 lutego 2024       | Najlepszy reżyser                        | Hirokazu Kore-eda                                                                                        | Nominowany | [ 26 ]  |
| Nagrody filmowe Mainichi                        | 14 lutego 2024       | Najlepszy scenariusz                     | Yuji Sakamoto                                                                                            | Nominowany | [ 26 ]  |
| Nagrody filmowe Mainichi                        | 14 lutego 2024       | Najlepsza aktorka drugoplanowa           | Yuko Tanaka                                                                                              | Nominowany | [ 26 ]  |
| Nagrody filmowe Mainichi                        | 14 lutego 2024       | Najlepszy nowy aktor                     | Soya Kurokawa                                                                                            | Nominowany | [ 26 ]  |
| Nagrody filmowe Mainichi                        | 14 lutego 2024       | Najlepszy nowy aktor                     | Hinata Hiiragi                                                                                           | Nominowany | [ 26 ]  |
| Nagrody filmowe Mainichi                        | 14 lutego 2024       | Najlepsze zdjęcia                        | Ryūto Kondō                                                                                              | Nominowany | [ 26 ]  |
| Nagrody filmowe Mainichi                        | 14 lutego 2024       | Najlepsza dyrekcja artystyczna           | Keiko Mitsumatsu                                                                                         | Nominowany | [ 26 ]  |
| Nagrody filmowe Mainichi                        | 14 lutego 2024       | Najlepsza muzyka                         | Ryuichi Sakamoto                                                                                         | Nominowany | [ 26 ]  |
| Nagrody filmowe Mainichi                        | 14 lutego 2024       | Najlepsze nagranie dźwiękowe             | Kazuhiko Tomita                                                                                          | Nominowany | [ 26 ]  |
| Międzynarodowy Festiwal Filmowy w Monachium     | 1 lipca 2023         | Nagroda ARRI/OSRAM za najlepszy film     | Hirokazu Koreeda                                                                                         | Nominowany | [ 27 ]  |
| Nagroda Nikkan Sports Film                      | 27 grudnia 2023      | Najlepszy film                           | Monster                                                                                                  | Nominowany | [ 28 ]  |
| Nagroda Nikkan Sports Film                      | 27 grudnia 2023      | Najlepszy reżyser                        | Hirokazu Kore-eda                                                                                        | Nominowany | [ 28 ]  |
| Nagroda Nikkan Sports Film                      | 27 grudnia 2023      | Najlepsza aktorka                        | Sakura Ando                                                                                              | Nominowany | [ 28 ]  |
| Nagroda Nikkan Sports Film                      | 27 grudnia 2023      | Najlepszy nowicjusz                      | Hinata Hiiragi                                                                                           | Nominowany | [ 28 ]  |
| San Diego Film Critics Society                  | 19 grudnia 2023      | Najlepszy film nieanglojęzyczny          | Monster                                                                                                  | Nominowany | [ 29 ]  |
| Międzynarodowy Festiwal Filmowy w San Sebastián | 30 września 2023     | Nagroda Sebastiane                       | Hirokazu Kore-eda                                                                                        | Nominowany | [ 1 ]   |
| Seattle Film Critics Society                    | 8 stycznia 2024      | Najlepszy film międzynarodowy            | Monster                                                                                                  | Nominowany | [ 30 ]  |
| Seattle Film Critics Society                    | 8 stycznia 2024      | Najlepszy występ młodzieży               | Soya Kurokawa                                                                                            | Nominowany | [ 30 ]  |
| Międzynarodowy Festiwal Filmowy w Sztokholmie   | 17 listopada 2023    | Nagroda FIPRESCI                         | Monster                                                                                                  | Wygrał     | [ 31 ]  |
| Festiwal Filmowy w Sydney                       | 18 czerwca 2023      | Najlepszy film                           | Monster                                                                                                  | Nominowany | [ 32 ]  |